# Le Timbre d’argent
Le timbre d’argent (título original en francés; en español, La campana de plata) es una opéra fantastique en cuatro actos con música de Camille Saint-Saëns y libreto en francés de Jules Barbier y Michel Carré. Aunque terminada en 1865, la ópera no se estrenó hasta el 23 de febrero de 1877, cuando se presentó por el Théâtre National Lyrique de Albert Vizentini en el Théâtre de la Gaîté de París. Incluye un aria bien conocida, "Le bonheur est chose légère."

## Personajes
| Personaje       | Tesitura               | Reparto del estreno, 23 de febrero de 1877 (Director: Jules Danbé) |
| --------------- | ---------------------- | ------------------------------------------------------------------ |
| Dr. Spiridion   | barítono               | Léon Melchissédec                                                  |
| Conrad          | tenor                  | Blum                                                               |
| Circé/Fiammetta | papel mudo (bailarina) | Théodore                                                           |
| Hélène          | soprano                | Caroline Salla                                                     |
| Rosa            | soprano                | Sablairolles                                                       |
| Bénédict        | tenor                  | Victor Caisso                                                      |